# Marsupella
Marsupella Gray é um géneros de hepáticas da ordem Jungermanniales e da família Gymnomitriaceae.

## Espécies
Marsupella é um género com cerca de 45 espécies com distribuição predominante no Hemisfério Norte ocupado habitats húmidos sobre rochas não calcárias. Entre os 17 géneros com distribuição na Europa contam-se:
- Marsupella adusta
- Marsupella aquatica
- Marsupella boeckii
- Marsupella commutata
- Marsupella emarginata
- Marsupella funckii
- Marsupella profunda
- Marsupella ramosa
- Marsupella sparsifolia
- Marsupella sphacelata
- Marsupella sprucei